# Natalla Babina
Natalla Babina (biał. Наталля Бабіна; ur. 1966 w Zakazance) – białoruska dziennikarka i pisarka narodowości ukraińskiej.

## Życiorys
Urodziła się jako Natalla Dyńko w 1966 roku we wsi Zakazanka, w rejonie brzeskim obwodu brzeskiego Białoruskiej SRR, ZSRR. Jej matka była wiejską nauczycielką, ojciec – inżynierem. Wychowywała się na pograniczu kultur białoruskiej, ukraińskiej i polskiej. W domu rodzinnym posługiwano się językiem rosyjskim i miejscowym dialektem języka ukraińskiego, jednak nie podtrzymywano ukraińskiej świadomości narodowej. Natalla dopiero w wieku 18 lat zdała sobie sprawę, że rodzinna gwara to język ukraiński. Ukończyła Białoruski Państwowy Instytut Politechniczny, zdobywając wykształcenie inżyniera elektronika. Od 1994 roku pracuje jako dziennikarka w gazecie „Nasza Niwa”, pisząc recenzje, artykuły związane z kulturą oraz przeprowadzając wywiady. Mieszka w Mińsku.

## Twórczość
Natalla Babina publikowała swoje krótkie opowiadania na łamach czasopisma „ARCHE”. Napisała także dwie książki: zbiór opowiadań Krywi nie pawidna być widna (2007) oraz powieść Miasto ryb (białorus. Rybin horad, 2007; wydanie polskie 2010). Tworzy w językach białoruskim i ukraińskim. Powieść Miasto ryb została wydana w językach polskim, ukraińskim i angielskim.
W swojej twórczości pisarka często porusza kwestie ogólnoludzkie, takie jak: patriotyzm, miłość, zdrada, uczciwość, wojna, śmierć, zwyczajne życiowe szczęście. Posługuje się gatunkami niezbyt popularnymi w literaturze białoruskiej (powieść detektywistyczna). Akcję opowiadań umieszcza często w realnych miejscach w Mińsku (np. Politechnika, Komarówka, Starażówka, kawiarnia „Na rostaniach”), w rodzinnych okolicach Brześcia i samym Brześciu, ale też w odległych zakątkach świata, w których nigdy nie była (Kurdystan, Bośnia, Ekwador, Czeczenia). Niektóre z krótkich opowiadań Babinej charakteryzują się potoczystymi opisami, całkowitym brakiem publicystyki i hasłowości, prostym opisem działań i nastrojowymi wspomnieniami przepojonymi nostalgią i liryzmem. Inne natomiast cechuje niemal dziennikarskie, dobitne rozłożenie akcentów i eseistyczny styl. Babina w swoich utworach łączy sceny realistyczne z fantastycznymi, posługuje się sugestywną metaforyką i barwnym, ekspresyjnym językiem.
Autorka przyznaje, że pierwowzorami niektórych postaci w jej książkach są osoby publiczne mieszkające na Białorusi, jednak zawsze zamieszcza informację, iż wszyscy bohaterowie są zmyśleni. Podobnie postępuje w przypadku białoruskich instytucji państwowych, nieznacznie zmieniając ich nazwy (np. KGB na KBB). Zabiegi te mają zmniejszyć ryzyko represji ze strony władz.

## Poglądy
Natalla Babina deklaruje się jako Ukrainka. Za swój język ojczysty uważa język ukraiński, chociaż nie posługuje się nim biegle, a myśli, czuje i pisze swoje utwory po białorusku. Jej zdaniem mieszkańcy okolic Brześcia zostali przymusowo zarejestrowani jako Białorusini przez władze radzieckie w 1939 i później w latach 1944–1945, kiedy ziemie te włączono do Białoruskiej SRR, chociaż byli wówczas w większości Ukraińcami. Mimo to uważa, że mieszkając na Białorusi, powinna mówić i pisać po białorusku. Bardzo negatywnie odnosi się do dominującej pozycji języka rosyjskiego w życiu publicznym tego kraju. Jej zdaniem mieszkająca na Białorusi ukraińska mniejszość może mieć pozytywny wpływ na Białorusinów, przekazując im ukraińskie cechy narodowe. Według niej Ukraińców cechuje kulturalny impet, wewnętrzna wolność, śmiałość, których brakuje cichemu i nijakiemu Białorusinowi. Ukraiński wpływ mógłby, zdaniem pisarki, pomóc Białorusinowi stać się Białorusinem.
Pisarka jest zwolenniczką wejścia Białorusi do Unii Europejskiej. Jest to dla niej szczególnie istotne w związku z charakterem pasa przygranicznego granicy polsko-białoruskiej, w pobliżu którego znajduje się jej rodzinna wieś. Babina uważa, że granica na Bugu w sposób sztuczny podzieliła ziemie jednolite kulturowo i historycznie. Wyraża przy tym nadzieję, że po wejściu jej kraju do struktur europejskich tereny te ponownie się zintegrują dzięki możliwości swobodnego przekraczania granicy. Wyraża tęsknotę za I Rzecząpospolitą, ale w kontekście ówczesnej rzeczywistości, a nie struktur politycznych czy ustroju.
Natalla Babina ma bardzo negatywny stosunek do władzy Alaksandra Łukaszenki na Białorusi. Określa ją mianem ochlokracji − rządów najgorszych i potępia jej głęboko nieetyczne metody postępowania. Walkę opozycji z władzą uważa za walkę dobra ze złem, a poparcie części społeczeństwa białoruskiego dla zmian tłumaczy tym, że ludzie w większości są dobrzy i moralni.

### Stosunek do Polski
Zdaniem Natalli Babiny Polacy niegdyś przyczynili się do osłabienia tożsamości narodowej Białorusinów. W powieści Miasto ryb ukazała wizję czasów II Rzeczypospolitej i wspomniała o człowieku uwięzionym w Berezie Kartuskiej za to, że wygadywał na Piłsudskiego. Na łamach „Naszej Niwy”, w reportażu z podróży po Polsce, w czasie której promowała Miasto ryb, wyraziła następującą opinię o Podlasiu: Po drodze z Lublina do Białegostoku przejeżdżasz jakąś granicę – i rozumiesz: a oto i w Polsce zaczyna się moje! Z kolei we fragmencie na temat „Ziem Odzyskanych” wokół Olsztyna wspomina Akcję „Wisła”, czyli przymusowe przesiedlenia, które dotknęły jej rodaków.

## Oceny
Zdaniem Siarhieja Smatryczenki Natalla Babina jest obecnie najbardziej wyrazistą pisarką Brześcia i jego okolic.

## Nagrody
13 stycznia 2010 roku Natalla Babina zajęła I miejsce w Konkursie im. Wieraniki Czarkasawej organizowanym przez Białoruskie Zrzeszenie Dziennikarzy za publikację Spadarynia Leta na łamach czasopisma „Nasza Niwa”. W 2011 roku nominowana była do Nagrody Literackiej Europy Środkowej Angelus za rok 2010.

## Życie prywatne
Natalla Babina wychowuje troje dzieci.